# Gynoplistia patruelis
Gynoplistia patruelis là một loài ruồi trong họ Limoniidae. Chúng phân bố ở miền Australasia.